# 洗澡

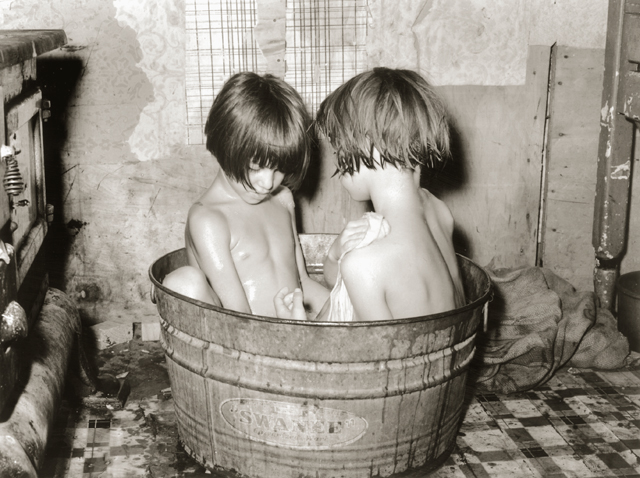
两个孩子在洗澡

洗澡，又名沐浴，是清潔或浸浴人體的活動。多數在私人場所或較隱蔽的場合進行，少數也在社交場合，例如公眾浴室、桑拿浴等。官話、晉語、贛語、湘語通稱洗澡，粵語、客語、星馬華語慣稱沖涼（多指淋浴），粵語、客語、閩語又稱洗身，閩語、吳語可稱洗浴，吳語另稱汏浴或淴浴。
沐浴有分洗身和泡澡，前者用水與沐浴乳清潔身體；後者的主要目的並非洗身，而是浸泡身體。

## 歷史
縱觀整個歷史，人們會設計能將水引到人口中心的系統。
最早可信的日常沐浴習慣可以追溯到古印度。他們講究個人衛生，每天洗三次澡。這些都被記錄在格瑞耶經（Grihya Sutras），現在仍是一些群落的習俗。
古希臘人會利用小型浴缸、洗臉盆和足浴缸來保持個人清潔。最早關於沐浴的發現，可以追溯到公元前兩千年中期在克里特島的克諾索斯宮殿，以及在聖托里尼島阿克羅蒂里出土的豪華雪花石膏浴缸。浴缸一詞（asaminthos，ἀσάμινθος）在荷馬史詩中出現了11次。邁錫尼語單詞（a-sa-mi-to）指的是一種可以在任何邁錫尼宮殿中找到的容器，這種線形文字B術語源自愛琴海的字尾「-inth-」被附加到一個帶有詞根「namsû」（洗臉盆）的阿卡德語外來詞，因此，這件邁錫尼宮殿文化的奢侈品顯然是從近東傳來的。後來希臘人在體育館（gymnasiums）內建立了公共浴場和淋浴室，用來放鬆身心和保持個人衛生。「gymnasiums」一詞源於希臘語「gymnos」，表示「裸體」。
古羅馬開發了引水渠網路，向所有的大型城鎮和人口中心供水，也有室內管道，管道末端是家庭、公共水井和噴泉。羅馬的公共浴場被稱為「thermae」，公共浴場並非只是簡單的沐浴用途，也是重要的公共工程，是各種體育鍛煉和沐浴的設施，有冷水浴、溫水浴和熱水浴，有教學和辯論的房間，通常還附有一個希臘文及一個拉丁文的圖書館。公共浴場是由一個贊助者提供給公眾，這個人通常是皇帝。當時的其他帝國並未表現出對公共工程的喜好，但羅馬的這種實踐將他們的文化傳播到了那些可能對外國風俗有較多抵觸的地方。對當時比較出奇的是，當時的浴場沒有階級分化，所有人都可以免費使用，或只收取少量費用。隨著羅馬帝國的衰落，水道系統失修並被廢棄。但在此之前，公共道德的觀念就已在帝國基督教化過程中發生改變，使沐浴變得不受歡迎。

### 欧洲
十四世紀中黑死病爆發前，歐洲人定期到公共澡堂。黑死病爆發後，專家宣稱，疾病通過皮膚毛孔傳染，應用乾掉的汗水堵住毛孔。教會認為洗澡傳染黑死病，加上公共澡堂男女混浴傷風敗俗、排斥裸體，大力推廣不洗澡。中世紀歐洲農民沒有洗澡的習慣，可能幾個月不洗澡。多數人覺得洗澡危險，經常更換內衣、以化妝掩臉、香水蓋汗臭體臭。
十九世紀末英國舖設室內自來水管，大眾逐漸養成以肥皂洗澡的習慣。

## 男女同浴
男女同浴是一些地方的古老風俗。《礼记·王制·郑注》：“交趾，足相乡，浴则同川，卧则僢。”《后汉书·南蛮传》：“其俗，男女同川而浴。”到了明朝仍然有此風俗，郭子章的《黔记》中载有峒人“溽暑男女常浴于川”。 日本明治维新之前流行男女同浴，1853年率領黑船打開日本鎖國時期的美国提督贝里，撰写“日本遠征記”一书中有繪製日本男女同浴的圖，並且抨击说：「日本低层民众无疑十分淫荡。」

## 流行文化
1970年代許冠傑主唱的歌曲《制水歌》MV裡表演不同的洗澡情景。他是香港樂壇目前唯一一個演出六個洗澡常見情景的男歌手，浴缸、花灑、水盆、水桶、噴水、海水。
《薰衣草》，由香港流行音樂歌手陳慧琳主唱，伍樂城作曲，林夕填詞，並收錄於她的唱片《大日子》中。歌詞講述失戀的女主角從浴室浸了一個薰衣草浴出來，她忽而感嘆︰「為甚麼我活不到更好？為甚麼以為我很苦惱？」
2012年4月28日上映的日本電影羅馬浴場和2014年4月26日上映的羅馬浴場2，講述了以古羅馬和現代日本澡堂為背景的時空穿越喜劇故事。

## 沐浴用品

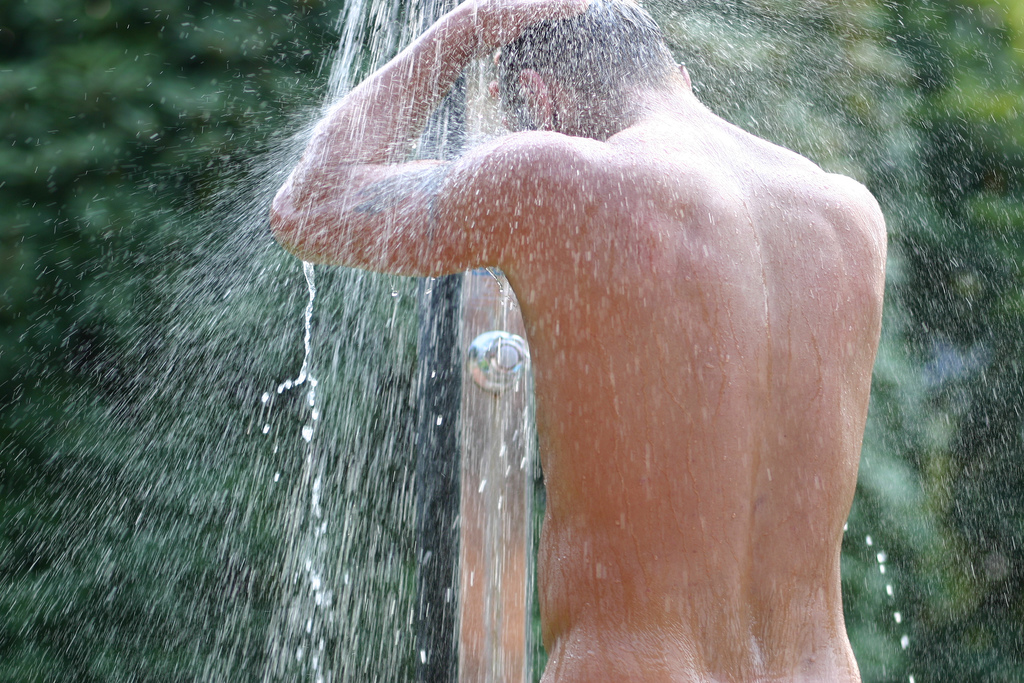
一位男性正在沐浴

- 浴用海綿
- 肥皂
- 洗髮精
- 沐浴露
- 浴缸
- 花洒

## 其他用品
- 毛巾
- 浴衣
- 浴室
- 浴簾
- 浴巾

## 參看
- 桑拿
- 公眾浴場
- 海軍淋浴法
- 淨身
- 森林浴
- 泡泡浴
- 傈僳族春浴節
- 浴疗
- 溫泉
- 源靜香︰多啦A夢故事裡一個喜愛洗澡的女主角

## 延伸阅读
[在维基数据编辑]
 《欽定古今圖書集成·明倫彙編·人事典·沐浴部》，出自陈梦雷《古今圖書集成》